# ZEBRA
De ZEBRA was een in 1958 in het Neherlaboratorium ontwikkelde computer. Het was een van de eerste computers in Nederland. De afkorting ZEBRA staat voor Zeer Eenvoudige Binaire Reken Automaat.
De ZEBRA is ontworpen door Willem van der Poel en gebouwd door Standard Telephones and Cables (Stantec) uit Engeland. De eerste versie van ZEBRA werkte met elektronenbuizen, latere versies werden opgebouwd uit transistoren.
Het woord software was nog niet gangbaar toen ZEBRA ontworpen was, maar veel standaardprogramma's voor de computer zijn geschreven door de doofblinde Gerrit van der Mey. Hij schreef de assembler en het besturingssysteem (de 'lot') voor de ZEBRA.
Er zijn 55 exemplaren van de ZEBRA in verschillende configuraties verkocht, waarvan ongeveer 10 in Nederland. Een van de eerste systemen werd in gebruik genomen bij de Rijksuniversiteit Groningen.